# Gazette des Beaux-Arts

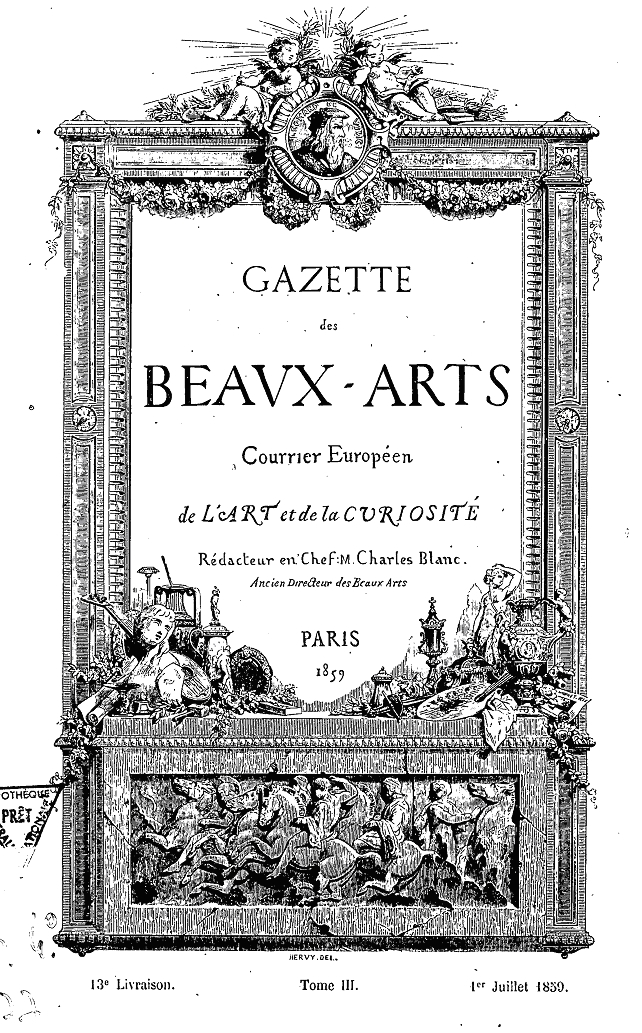
Gazette des Beaux-Arts.
Erster Jahrgang, Ausgabe III vom 1. Juli 1859.

Die Gazette des Beaux-Arts war eine 1859 von Édouard Houssaye gegründete und in Paris publizierte internationale wissenschaftliche Fachzeitschrift für Kunstgeschichte.
Ihr erster Chefredakteur war Charles Blanc. Sie war für fast 150 Jahre ein Standardwerk der Kunstgeschichte. 1872 kaufte sie der Politiker und Kunstsammler Édouard André, 1903 wurde sie von Salomon Reinach als Directeur propriétaire übernommen. Ab 1929 lag die Herausgeberschaft in den Händen des Galeristen, Kunsthistorikers und Kunstkritikers Georges Wildenstein, von 1963 bis 2001 in denen seines Sohnes Daniel, sie fungierten wiederum auch als Besitzer. Nach dem Tod Daniel Wildensteins 2001 entschieden seine Erben, die Zeitschrift nicht mehr weiterzuführen, und ihr Erscheinen wurde daher im Dezember 2002 eingestellt.
Zu den Autoren der Zeitschrift gehörten: Philippe Burty, Charles Ephrussi, Louis de Fourcaud, Louise Abbéma, Henri Bouchot, Camille Benoît, André Godard, Max J. Friedländer, Edmond Duranty, James D. Breckenridge, Leo van Puyvelde, Emile Hovelaque, Théophile Thoré, Joseph Baillio, Jean Cherpin, Wilhelm Reinhold Valentiner, Paul Durrieu, Eugène Müntz, Philippe Guilloux, Pascal Julien, Marcel Roethlisberger und viele andere mehr.